# 阿南塔山 (阿雷基帕大區)
15°48′46″S 71°40′57″W / 15.81278°S 71.68250°W
阿南塔山（Ananta），是秘魯的山峰，位於該國南部阿雷基帕大區的卡伊尤馬省，屬於安第斯山脈的一部分，處於安帕托峰以東和瓦蘭坎特山西南面，海拔高度約5,240米。